# Карасёв, Александр Михайлович
Алекса́ндр Миха́йлович Карасёв (7 июля 1918, Усть-Кормиха, Барнаульский уезд, Томская губерния, РСФСР — 1 декабря 1990, Волжск, Марийская ССР, РСФСР, СССР) — советский военный деятель. В годы Великой Отечественной войны — командир батальона 963 стрелкового полка 274 стрелковой Ярцевской дивизии 69 армии на Западном фронте, капитан (1943—1945). Кавалер ордена Ленина (1945). Член ВКП(б) с 1943 года.

## Биография
Родился 7 июля 1918 года в с. Усть-Кормиха ныне Волчихинского района Алтайского края. 
В октябре 1938 года призван в РККА из г. Сталино Украинской ССР. Участник Великой Отечественной войны: с 1941 года служил в 57 гвардии стрелковом полку 20 гвардии стрелковой дивизии 31 армии на Западном фронте, лейтенант. В 1943 году окончил курсы «Выстрел», командир батальона 963 стрелкового полка 274 стрелковой Ярцевской дивизии 69 армии на Западном фронте, капитан. В 1943 году вступил в ВКП(б). Демобилизовался из армии в сентябре 1945 года.
По окончании войны — сотрудник милиции в г. Волжске Марийской АССР.
Награждён орденами Ленина, Красного Знамени, Отечественной войны I степени, Красной Звезды и медалями, в том числе медалью «За отвагу».
Скончался 1 декабря 1990 года в г. Волжске Марийской ССР.

## Боевые награды
- Орден Ленина (24.03.1945)[4]
- Орден Красного Знамени (26.02.1945)[4]
- Орден Отечественной войны I степени (06.04.1985)[7]
- Орден Красной Звезды (23.03.1944)[4]
- Медаль «За отвагу» (19.09.1942)[5]
- Медаль «За победу над Германией в Великой Отечественной войне 1941—1945 гг.»[4]
- Медаль «За доблестный труд. В ознаменование 100-летия со дня рождения Владимира Ильича Ленина»